# Gare de Saint-Agnant-les-Marais
La gare de Saint-Agnant-les-Marais est une gare ferroviaire française, fermée, de la ligne de Cabariot au Chapus, située sur le territoire de la commune de Saint-Agnant, dans le département de la Charente-Maritime, en région Nouvelle-Aquitaine.
C'est une station lorsqu'elle est mise en service, en 1889, par l'Administration des chemins de fer de l'État. Elle ferme en 1971, lors de l'arrêt du service des voyageurs sur la ligne.

## Situation ferroviaire
Établie à 5 mètres d'altitude, la gare de Saint-Agnant-les-Marais était située au point kilométrique (PK) 10,806 de la ligne de Cabariot au Chapus, entre les gares de Saint-Hippolyte-la-Vallée, s'intercale la halte de Trizay-Monthérault, et de Saint-Just-Luzac, s'intercale l'arrêt de Bellevue.
Gare d'évitement, elle disposait d'une deuxième voie, pour le croisement des trains.

## Histoire
L'installation d'une gare sur la commune de Saint-Agnant, se précise en 1880 avec une mise à l'enquête, dans le cadre du projet de ligne de Tonnay-Charente à Marennes et au Chapus. Le 20 décembre le ministre confirme qu'elle fait partie des points d'arrêts choisis.
La station n'est pas citée dans la liste des gares, stations et haltes mises en service le 17 février 1889 par l'Administration des chemins de fer de l'État, lorsqu'elle ouvre à une « exploitation restreinte » son « chemin de fer de Tonnay-Charente à Marennes et au Chapus ». Par contre, lors de l'ouverture officielle à une exploitation ordinaire de la ligne elle figure dans la liste en étant dénommée « station de Saint-Agnant-les-Marais » a lieu le 1er juillet 1889.

La gare et ses installations vers 1920
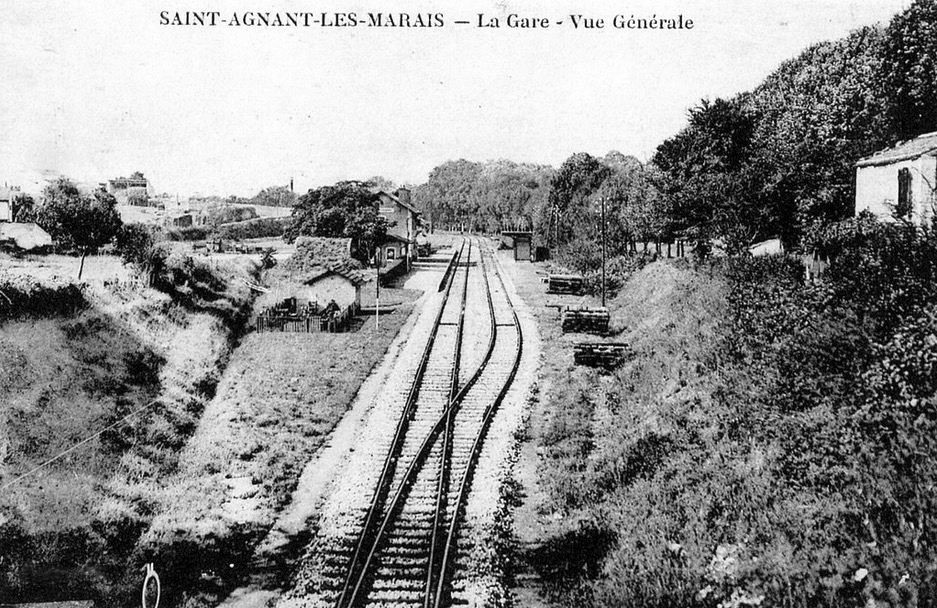
Vue depuis le pont routier. Voie d'évitement à droite.
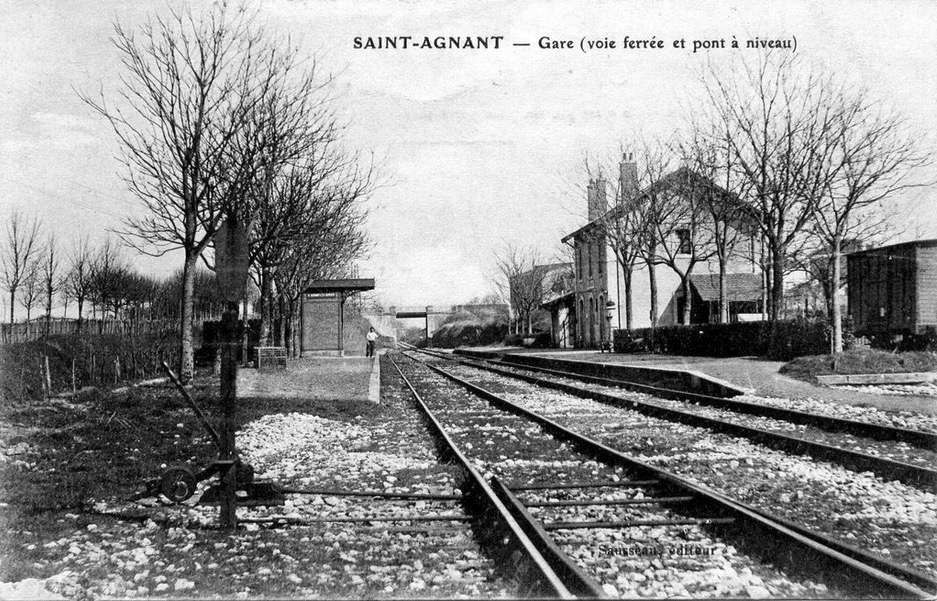
Vue vers le pont routier. Voie d'évitement à gauche.

La ligne et la gare ferment définitivement au service des voyageurs le 26 septembre 1971, et le 28 septembre 1986 au service des marchandises[réf. souhaitée].

## Patrimoine ferroviaire
Le bâtiment voyageurs et la halle à marchandises sont toujours présents sur le site.

L'ancien bâtiment voyageurs
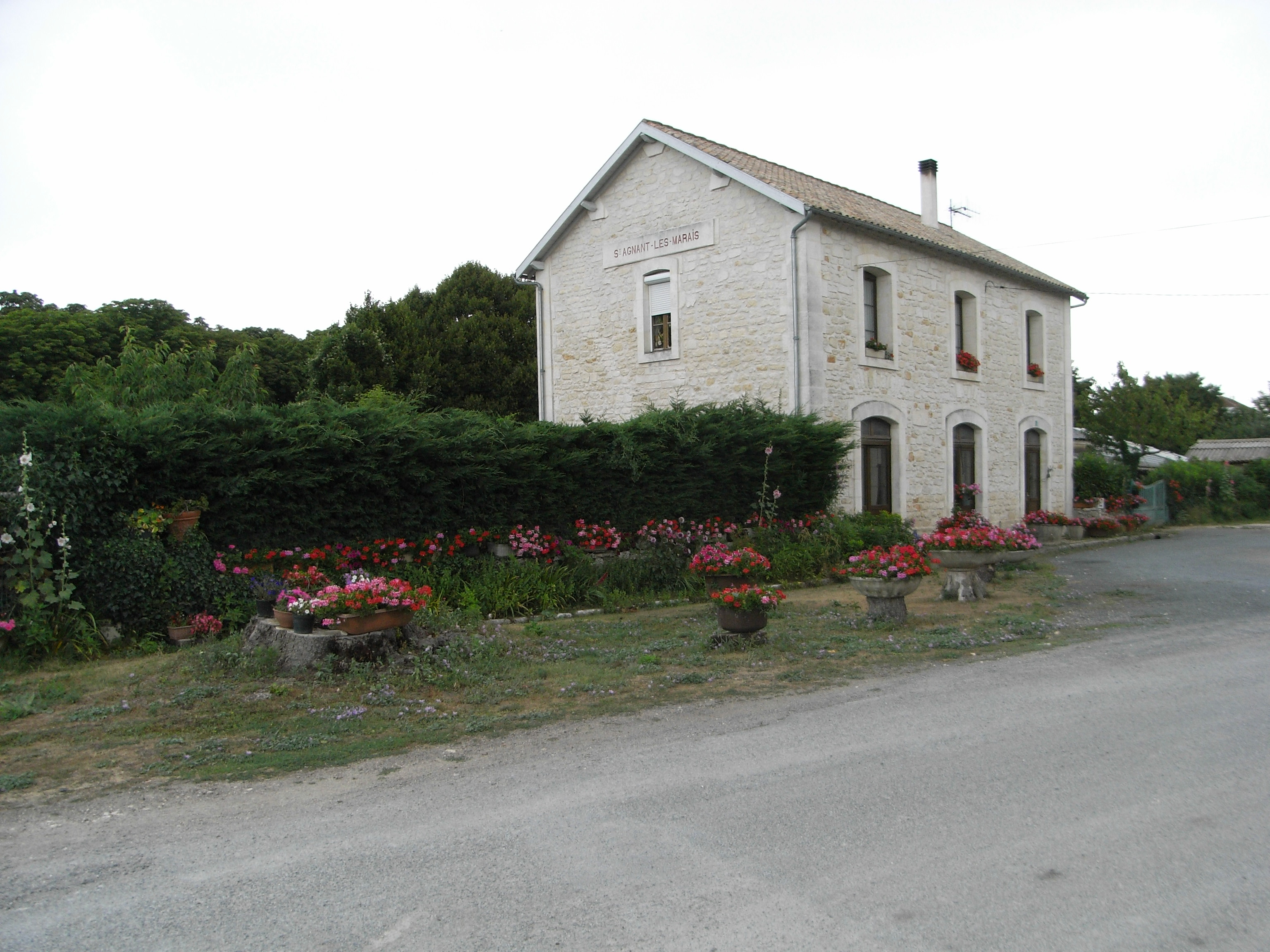
Vue côté ancienne cour en 2009, le batiment est devenu une habitation
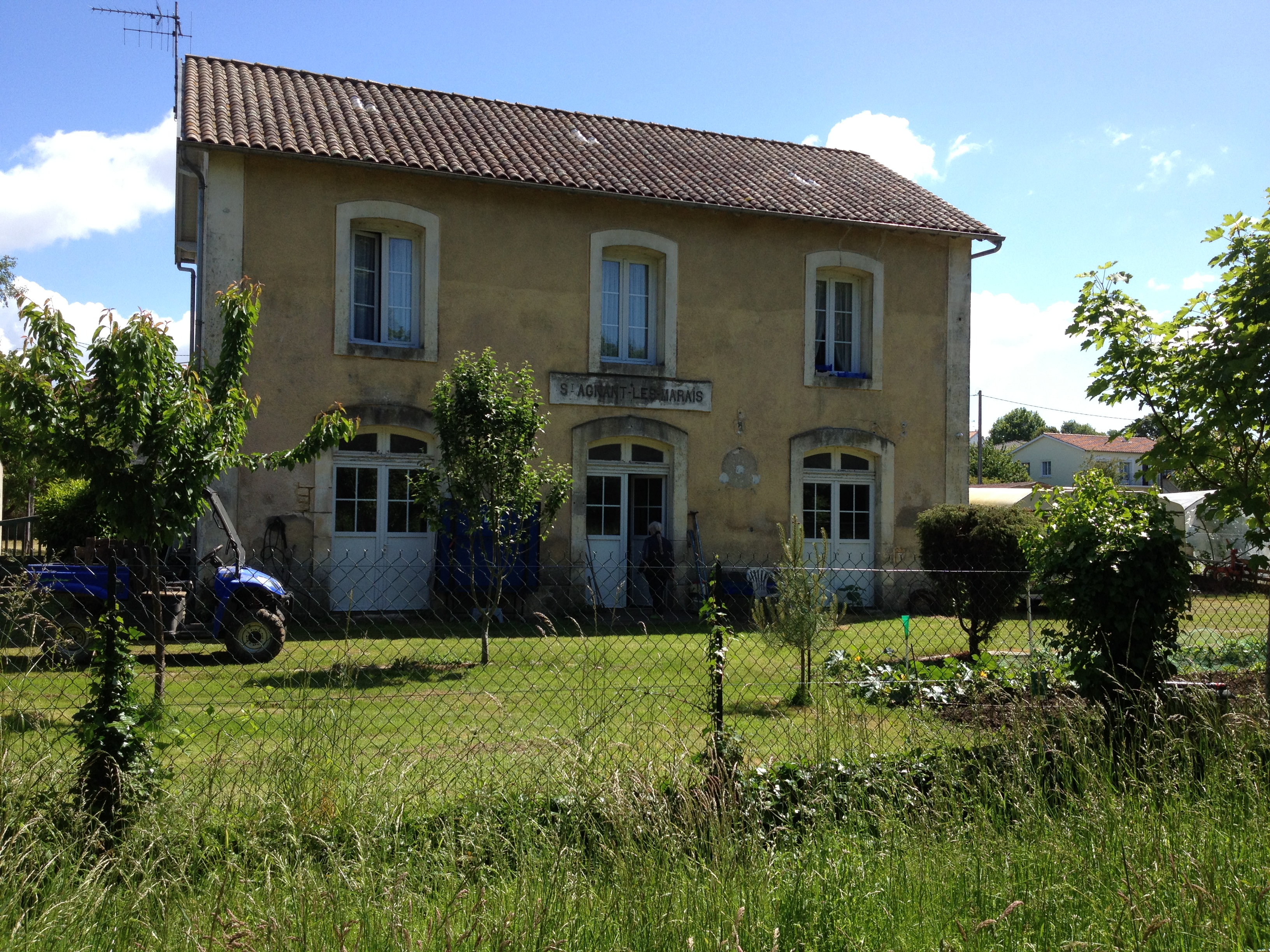
Vue côté quais en 2015, le jardin arboré.